# Tentorium (Zelt)

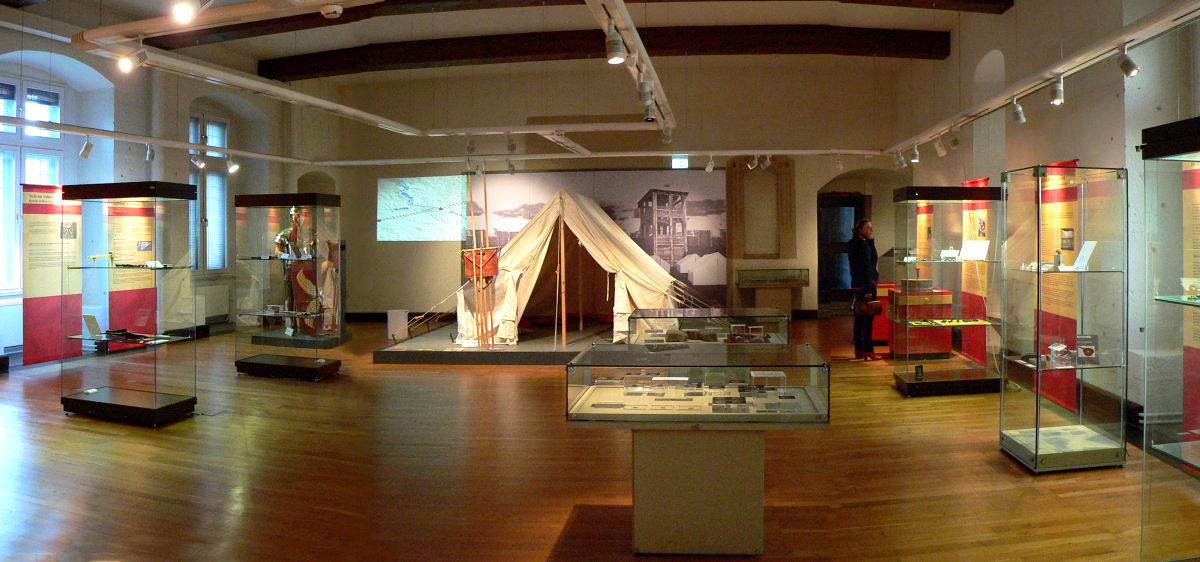
Tentorium in der Fundpräsentation zum Römerlager Hedemünden im städtischen Museum Hann. Münden

Ein Tentorium (lateinisch, von tendo „spannen“) war ein Zelt in der römischen Antike, insbesondere beim römischen Militär.

## Beschreibung und Gebrauch
Das Tentorium war ein Giebelzelt und bestand aus vier soliden Holzpfosten (zwei an jeder Seite), die schräg zueinander stehend in die Erde gerammt wurden. Zwischen je zwei Hölzern wurde ein Hanfseil gespannt, über das Leder gespannt wurde. Dies war meistens Ziegenleder. Das Leder wurde am Rand mit Zeltheringen (paxillus) im Erdreich verankert und dadurch noch zusätzlich gespannt. Im zerlegten Zustand wurden alle Holzpfosten und Heringe in der Lederplane eingewickelt.
Das Tentorium war ein Militärzelt für die gemeinen Soldaten, die Legionäre. Diese mussten in Gruppen zu je acht Männern (sog. Contubernium) in solch einem Zelt zusammen schlafen. Diese Gruppe hatte auch ein Maultier (mulus), das das Zelt trug.
Neben dem Tentorium gab es in der römischen Legion auch das Tabernaculum, ein Zelt für Offiziere.